# コルトゥルア
コルポラシオン・クルブ・デポルティーボ・トゥルア（スペイン語: Corporación Club Deportivo Tuluá）、通称コルトゥルア (スペイン語: Cortuluá) はコロンビアのバジェ・デル・カウカ県トゥルアに本拠地を置いていたサッカークラブである。

## 歴史
1967年、パラグアイからの移民によって設立された。1993年には国内2部のカテゴリア・プリメーラBで優勝しクラブ初のタイトルを獲得した。その後は10シーズンにわたりプリメーラAに在籍していたが、2004年にプリメーラBに降格した。
2024年1月10日に解散し、新たにパルミラにインテルシオナルFC・デ・パルミラが創設された。

## タイトル

### 国内タイトル
- カテゴリア・プリメーラB

 (2): 1993, 2009

### 国際タイトル
なし

## 歴代所属選手
- アルバロ・ペーニャ
- ハイロ・アンプディア
- ハビエル・アリサラ
- ファウスティーノ・アスプリージャ
- ビクトル・ボニージャ
- ミゲル・ボルハ
- マイェル・カンデロ
- オスカル・ディアス
- ディエゴ・ゴメス
- エクトル・ウルタード
- エディソン・マフラ
- レオナルド・ミナ・ポロ
- ジョニエル・モンターニョ
- ハミルトン・リカルド
- カルロス・ロダス
- ミルトン・ロドリゲス
- ハイメ・アルフォンソ・ルイス
- ネストル・サラサール
- フェルナンド・ウリベ
- グスタボ・ビクトリア
- マリオ・ジェペス
- ロラン・デ・ラ・クルス
- ロマン・トーレス
- アレハンドロ・ベレス
- ラファエル・ドゥダメル
- エドガル・ペレス・グレーコ